# Stylidium carlquistii
Stylidium carlquistii är en tvåhjärtbladig växtart som beskrevs av A. Lowrie. Stylidium carlquistii ingår i släktet Stylidium och familjen Stylidiaceae. Inga underarter finns listade i Catalogue of Life.